# MADOSMA Q501

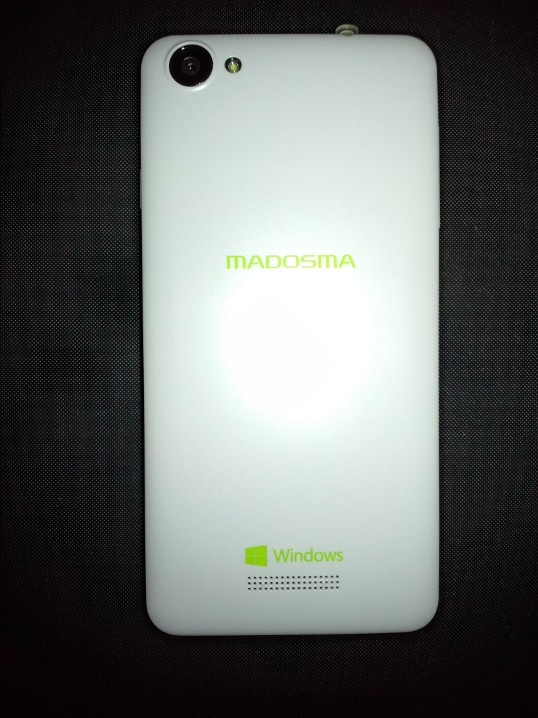
MADOSMA Q501WHの背面(中央に製品ロゴが、下部にWindowsロゴがそれぞれ表記されている)

MADOSMA Q501（マドスマ　キューゴーマルイチ）とは、マウスコンピューターによって開発された、第4世代移動通信システムに対応したストレート型スマートフォン端末である。

## 概要
2015年6月18日、市販モデルとしてQ501WHが 楽天市場内の自社通販サイト、自社ダイレクトショップ（一部店舗を除く）および一部家電量販店で発売された。
2011年に発売されたIS12T以来約4年ぶりに日本市場に投入されたWindows Phoneであり、尚且ついわゆるSIMフリー端末であるが、通信規格の都合上au ICカードを利用不可能である（MVNOである、mineo及びUQ mobile向けの分を含む）。
法人向けモデルとしてQ501BKが用意されているが、背面カバー色がブラックである以外には性能面では大差が無い。
2015年12月からは、搭載OSをWindows 10 Mobileに変更したQ501Aが発売された。Q501のOSをWindows 10 Mobileに更新する手段も提供されている。

## 搭載アプリ
Windows Phone標準アプリ
メーカー提供アプリ

### 注
1. ↑  日本の技適マークを取得した端末という意味では、2014年10月発売のNokia Lumia 830が一応存在するが、同端末は日本マイクロソフトの社員配布用端末として技適マークを取得したもので、日本国内における一般への販売はない。